# Kantonspolizei Genf

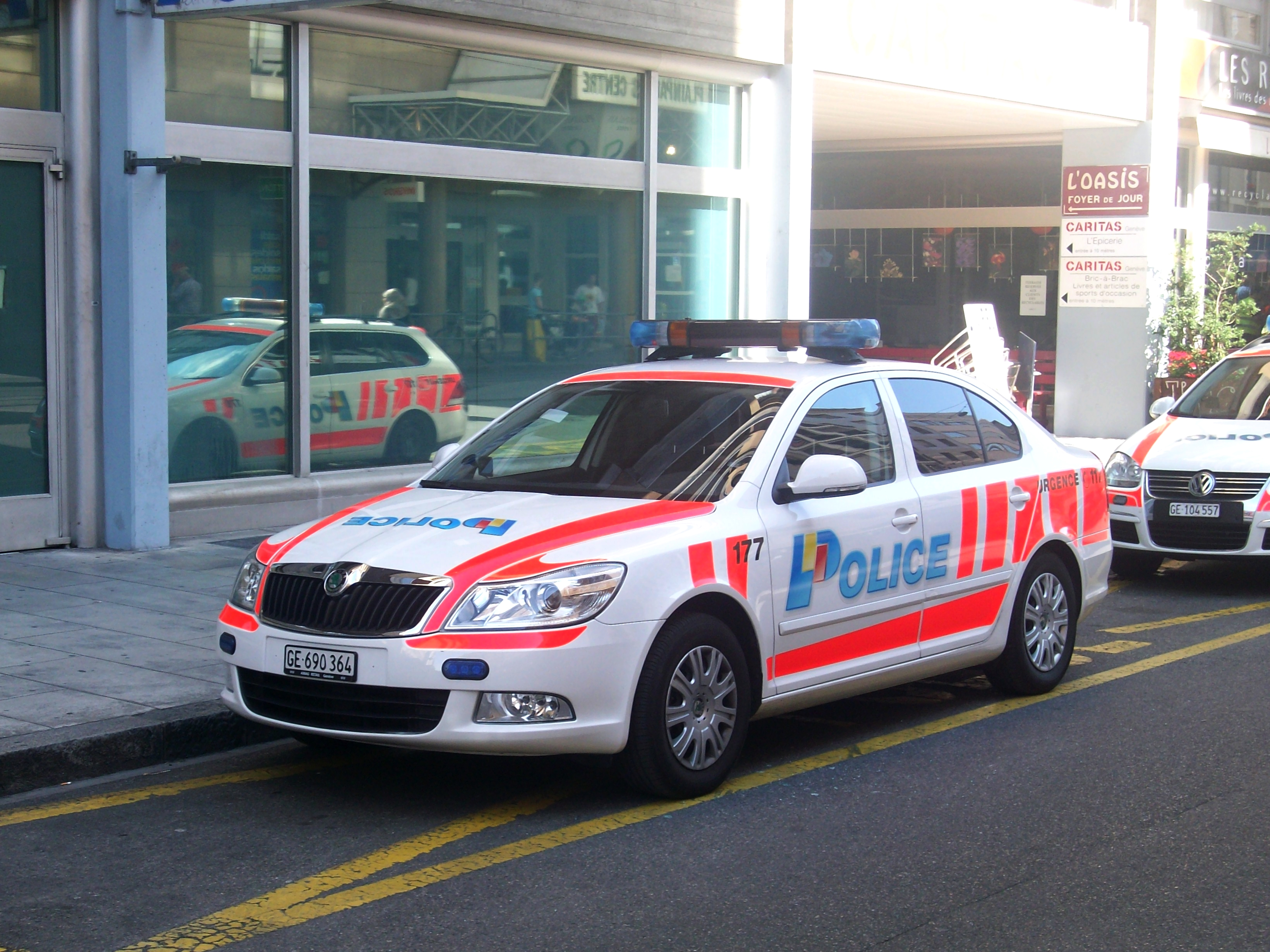
Wagen der Kantonspolizei Genf

Die Kantonspolizei Genf ist die Polizei des Kantons Genf in der Schweiz. Sie wird von Monica Bonfanti kommandiert. Der Sitz befindet sich in Les Acacias.

## Organisation
Die Kantonspolizei umfasst insgesamt 2119 Mitarbeiter, zu 77 % Männer.

### Police-Secours
Die Police-Secours ist rund um die Uhr tätig, um die notwendigen Notfalleinsätze sowie die öffentliche Sicherheit zu gewährleisten. Sie patrouilliert in Streifenwagen. Sie greift insbesondere dann ein, wenn jemand auf frischer Tat ertappt wird.

### Internationale Polizei
Die Internationale Polizei ist hauptsächlich für die Sicherheit am Genfer Flughafen verantwortlich. Auch unter ihrer Verantwortung ist die Gewährleistung der Sicherheit von Personen im diplomatischen Zusammenhang.

### Kriminalpolizei
Die Kriminalpolizei führt die Ermittlungen im Zusammenhang mit Verbrechen und Vergehen. Die verschiedenen Brigaden arbeiten im Zivil. Die Kriminalpolizei handelt aus eigener Initiative oder auf Antrag der Staatsanwaltschaft.
Sie ist in folgende Brigaden aufgeteilt:
- Einbruchsbrigade (BCAM)
- Drogenbrigade
- Finanzbrigade

### Bürgernahe Polizei
Die Bürgernahe Polizei ist für die Kriminalitätsprävention zuständig. Die Beamten versehen ihren Dienst in Uniform.

### Verkehrspolizei
Die Strassenpolizei sorgt für die Sicherheit der Verkehrsteilnehmer, überwacht den Verkehr und trägt zu seinem reibungslosen Ablauf bei. Darüber hinaus ist sie zuständig für die Verwaltung und die gerichtliche Untersuchung von Unfällen mit Verletzten oder Toten, die sich im gesamten Genf ereignen.

### Schifffahrtspolizei
Die Schifffahrtspolizei ist für die Gewässer des Kantons, den Genfersee und (im Falle eines Unfalls) in Schwimmbädern zuständig. Der Sitz befindet sich am Quai Gustave-Ador.

## Ausrüstung
Die Beamten sind mit folgender Basisausrüstung ausgestattet:
- Pistole mit Halfter
- OC-Spray mit Etui
- Handschellen
- Kugelsichere Weste
- Diensttelefon[6]